# حزب بيت نهرين الديمقراطي
حزب بيت نهرين الديمقراطي (بالسريانية: ܓܒܐ ܕܝܡܘܩܪܛܝܐ ܕܒܝܬ ܢܗܪܝܢ)‏، هو حزب سياسي آشوري في العراق يقوده روميو نيسان هاكاري. أحد أهداف الحزب هو إنشاء منطقة إدارية آشورية مستقلة داخل الوطن الآشوري.

## التاريخ
تم تأسيس الحزب في 21 مارس 1974 كاتحاد بين منظمة بيت نهرين، في كاليفورنيا، برئاسة سرجون داديشو، وحركة كويست، في شيكاغو، برئاسة أفراد مرموقين مثل جيليانا يونان. 
كان للحزب تأثير في تطوير العلم الآشوري في عام 1968 إلى جانب التحالف الآشوري العالمي والاتحاد الوطني الآشوري.
خاض الحزب الانتخابات البرلمانية في إقليم كردستان 2005 كجزء من التحالف الوطني الديمقراطي الحاكم في كردستان وتم تخصيص مقعد واحد لروميو هاكاري. كما شارك في الانتخابات التشريعية العراقية في يناير 2005 كجزء من التحالف الكردي حيث حصل جورييل مينيسو خميس على مقعد واحد في مجلس النواب العراقي.
لم يشارك الحزب في الانتخابات التشريعية العراقية في ديسمبر 2005.
في انتخابات المحافظات العراقية لعام 2009، تحالف الحزب الوطني الديمقراطي مع المجلس الشعبي الكلداني السرياني الآشوري في قائمة عشتار الوطنية. فازت القائمة بمقعدين في بغداد ونينوى، بما في ذلك عضو الحزب جيوارجيس إيشو سادا في بغداد.
في السادس من يناير 2015، أعلن الحزب واتحاد بيت نهرين الوطني تشكيل قوات سهل نينوى لحماية سكان سهل نينوى والحفاظ على السيطرة على المنطقة للأشخاص الذين يرغبون في العودة إلى المنطقة.

## الولايات المتحدة الأمريكية
الحزب نشط بين الأميركيين الآشوريين في كاليفورنيا، حيث يدير محطة تلفزيون KBSV (آشور فيجن) ومحطة إذاعة KBES. 
في عام 1983 أنشأ الحزب «المؤتمر الوطني الآشوري» مع «مجلس القيادة الآشوري الأمريكي». في عام 2002 دخلوا في تحالف مع حركة الضباط الأحرار من الضباط العسكريين المنفيين بقيادة نجيب الصالحي.

## روابط خارجية
- موقع الحزب